# Levent Mercan
Münir Levent Mercan (* 10. Dezember 2000 in Recklinghausen) ist ein deutschtürkischer Fußballspieler. Der Mittelfeldspieler steht derzeit bei Fenerbahçe Istanbul unter Vertrag.

## Karriere

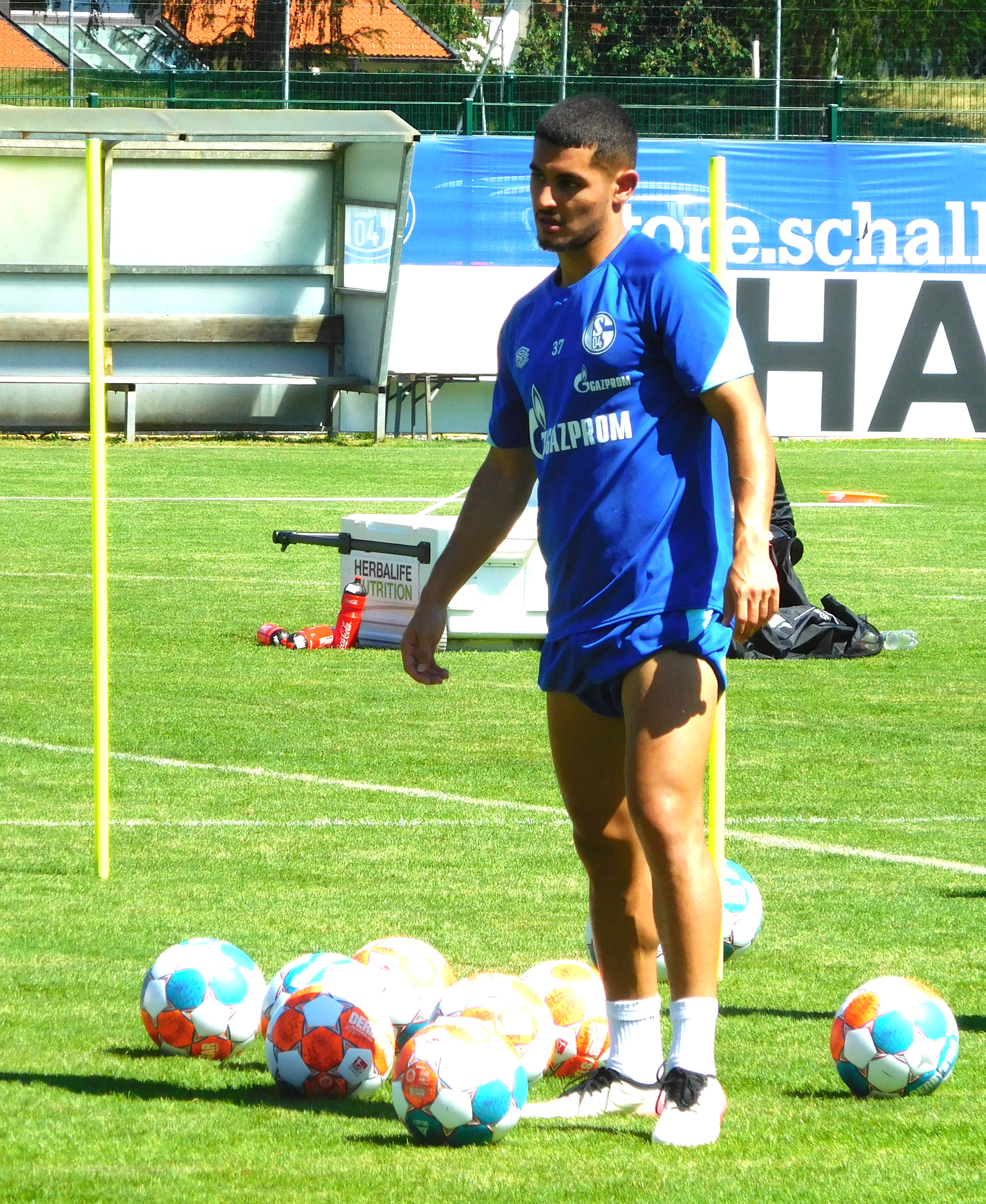
Levent Mercan im Training vom FC Schalke 04 im Juli 2021.

### Vereine
Mercan spielte im Jugendbereich für mehrere Vereine im Ruhrgebiet, ehe er 2016 zur U17 des FC Schalke 04 stieß. Dort gewann er 2017 die westdeutsche Meisterschaft, was ihm im nachfolgenden Jahr mit der U19 ebenfalls gelang.
In der Vorbereitung auf die Saison 2019/20 reiste der für diese Saison in die U23 aufgestiegene Mercan mit ins Sommertrainingslager der Profimannschaft. Aufgrund von guten Trainingsleistungen und diversen Ausfällen blieb Mercan auch über die Vorbereitung hinaus bei den Profis. In der ersten Runde des DFB-Pokals gegen SV Drochtersen/Assel gab er sein Profidebüt und erzielte zudem ein Tor. Eine Woche später, beim Bundesligaspiel gegen Borussia Mönchengladbach, wurde er in der 90. Spielminute für Amine Harit eingewechselt. Am 22. August 2019 unterschrieb er seinen ersten Profivertrag, der bis zum 30. Juni 2023 datiert war.
Im August 2021 wurde er in die Türkei zum Fatih Karagümrük SK verliehen. Dort absolvierte er in der Saison 2021/22 18 Einsätze in der Süper Lig. Zur Saison 2022/23 wurde er fest verpflichtet. Sein neuer Trainer wurde Andrea Pirlo.
Am 21. Juni 2024 unterschrieb Mercan einen Vierjahresvertrag bei Fenerbahce Istanbul. Sein Süper-Lig-Debüt für Fenerbahçe Istanbul gab er am 25. August 2024 beim 5:0-Auswärtssieg gegen Çaykur Rizespor.

### Nationalmannschaft
Mercan absolvierte im Oktober und November 2019 jeweils ein offizielles Länderspiel für die deutsche U20-Nationalmannschaft.

## Erfolge
- Meister der A-Junioren-Bundesliga West: 2018
- Meister der B-Junioren-Bundesliga West: 2017